# Villa Bremer Straße 4
Die Villa Bremer Straße 4 (Bundesstraße 74) in der niedersächsischen Gemeinde Hambergen wurde am Anfang des 20. Jahrhunderts gebaut. Aktuell (2025) wird sie u. a. als Jugendfreizeitstätte Altes Rathaus genutzt. Das Rathaus des Ortes ist in der benachbarten Bremer Straße 2.
Das Gebäude steht unter Denkmalschutz (siehe auch Liste der Baudenkmale in Hambergen).

## Geschichte und Beschreibung
Hambergen wurde als kleines Gut Ambergen im Besitz des Erzbischofs von Bremen erstmals 1056 erwähnt.
Das ein- bis zweigeschossige verputzte Gebäude auf Kellergeschoss mit ziegelgedecktem Sattel-, Walm- und Krüppelwalmdach mit Gauben wurde um 1900 auf einem großen parkähnlichen Grundstück als Villa für einen Bremer Kaufmann gebaut. Die Fassaden wurden gestaltet durch Eckquaderungen, horizontale Bänder und Fensterrahmungen in Backsteinmauerwerk. An der Südostfassade befindet sich ein Giebelrisalit mit Giebelspitz und ein Wintergarten, an der Nordostfassade ein eingeschossiger Eingangserker mit Freitreppe und an der Südwestseite der polygonale, mittig in die Fassade eingestellte Turm mit Laterne und Glockenhaube. Nach Umbauten wurde das Haus seit den 1970er Jahren von der Gemeindeverwaltung genutzt und später durch die Jugendfreizeitstätte Altes Rathaus.
Das Landesdenkmalamt befand u. a.: „… entspricht dem Typ eines großbürgerlichen Wohnhauses auf dem Land als Ausdruck des Konfliktes zwischen Urbanisierung und Natursehnsucht sowie des sich an den Vorbildern der aristokratischen Gesellschaft orientierenden Großbürgertums …“